# Niassodon
Niassodon (лат.) — вымерший род растительноядных дицинодонтов из семейства Kingoriidae. Окаменелости обнаружены в позднепермских отложениях в провинции Ньяса, северный Мозамбик. Род включает единственный вид Niassodon mfumukasi.

## Этимология
Родовое название состоит из слов Niassa, обозначающего «озеро» на языке яо и название северо-западной провинции, где был найден Niassodon, и odontos, означающего «зуб» на древнегреческом. Видовое название mfumukasi означает «королева» на ньянджа в честь местного матриархального общества Ньянджа и всех мозамбикских женщин.

## Открытие
Niassodon был впервые описан и назван Руем Кастанхиньей, Рикардо Араужо, Луисом К. Жуниором, Кеннетом Д. Ангельчиком, Габриэлем Г. Мартинсом, Руи М.С. Мартинсом, Клодином Чауйя, Феликсом Бекманном и Фабианом Уайльдом в 2013 году. Типовой вид Niassodon mfumukasi. Животное известно по голотипу ML1620 — частичный скелет, возвращённый в Национальный геологический музей в Мапуту, Мозамбик. Голотип состоит из полного черепа, нижней челюсти, набора из девятнадцати спинных, крестцовых и хвостовых позвонков, рёбер, обеих подвздошных костей и частичной бедренной кости, все от одной мелкой особи (длина черепа 58 мм). Образец был найден Рикардо Араужо в 2009 году во время экспедиции в Матангула Грабен под руководством Projecto PaleoMoz. ML1620 располагался в формации K5 в окрестностях небольшой деревни Туло, расположенной возле дороги Метангуло-Кобуэ. Ископаемый слой сложен серым аргиллитом с обильными септариевидными известковыми конкрециями и датирован поздней пермью.